# Steinreihe von Yelland

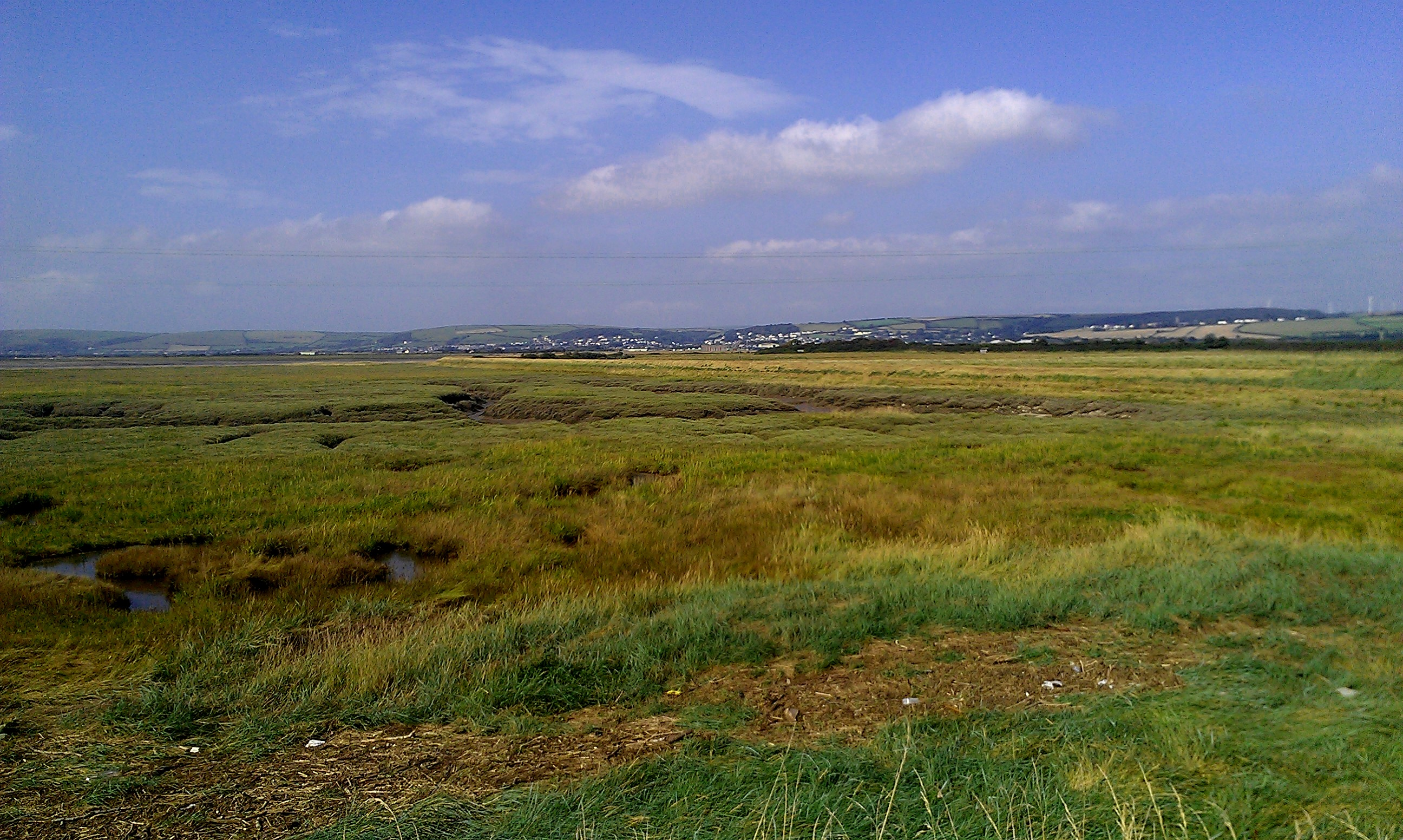
Areal der Steinreihe von Yelland

Die Steinreihe von Yelland (englisch Yelland Stone row) liegt auf dem Isley Marsh, nördlich des Dorfes Lower Yelland im Schwemmland des River Taw in Devon in England.
Die doppelte Steinreihe auf dem Marschland wird in der Regel von Schlamm und Gezeitenmüll bedeckt. Bei Niedrigwasser sind an den Enden fünf Steine sichtbar.

## Beschreibung
Die Steinreihe wird in die Bronzezeit datiert und wurde in den 1930er Jahren von E. H. Rogers ausgegraben. Die etwa 34 Meter langen Reihen liegen parallel, im Abstand von 1,8 Metern. Die neun Steine sind aus Sandstein. Der Ausgräber fand in der Nähe der Reihe Abschläge, Kerne und kalzinierten Feuerstein, zwei Schaber und Holzkohle.

## Datierung
Die 2004 entdeckte Steinreihe am Cut Hill im nördlichen Dartmoor in Devon in England ist die erste, die datiert werden konnte. Der Torf unter Stein 1 wurde mit der Radiokarbonmethode auf kalibriert 3700–3540 v. Chr. datiert, der Torf darüber auf kalibriert 2476–2245 v. Chr.